# Iglesia de Nuestra Señora de Ascua
La iglesia de Nuestra Señora de Ascua fue un edificio, ya desaparecido, situado en el concejo español de Apodaca, en la provincia de Álava.

## Descripción
El edificio se encontraba en el concejo español de Apodaca, del municipio de Cigoitia, perteneciente a la provincia de Álava, en la comunidad autónoma del País Vasco. La iglesia se menciona en el segundo volumen del Diccionario geográfico-estadístico-histórico de España y sus posesiones de Ultramar de Pascual Madoz, donde aparece descrita con las siguientes palabras:

en el térm. se halla una igl. (Ntra. Sra. de Ascua), cuya fáb. ant., y las ruinas que en sus inmediaciones se descubren, inducen á creer fuera en su tiempo algun edificio de templarios: hoy es propiedad de la órden de San Juan de Mata.
(Madoz, 1845, p. 366)

En el tomo de la Geografía general del País Vasco-Navarro dedicado a Álava y escrito por Vicente Vera y López, se dice lo siguiente: «En su término existió la ermita de Nuestra Señora de Ascua, que hasta mediados del pasado siglo conservó pila bautismal y á su alrededor se encontraron ruinas de edificios, denunciando haber existido allí una población que se cree debió ser de los caballeros templarios, pues pertenecía á la orden de San Juan De Malta».